# Sisowath Monireth

Sisowath Monireth

Prins Sisowath Monireth (Khmer: ស៊ីសុវត្ថិ មុន្នីរ៉េត) (Phnom Penh 25 november 1909 - Democratisch Kampuchea september 1975) was een Cambodjaans politicus. Hij was van 17 oktober 1945 tot 15 december 1946 premier van Cambodja.

## Biografie
Prins Sisowath Monireth was de tweede zoon van koning Sisowath Monivong (r. 1927-1941) en zijn belangrijkste vrouw, prinses Norodom Kanviman Norleak Tevi. Hij kreeg een militaire opleiding en bezocht de hogere krijgsschool Saint-Cyr in Frankrijk. Van 1934 tot 1937 en van 1944 tot 1945 was hij hoofd van de koninklijke hofhouding. Hij nam als onderluitenant deel aan de Slag om Frankrijk (1940) en de strijd in Noord-Afrika. Later keerde hij naar Cambodja terug waar hij zich politiek engageerde. 
In 1941 was hij een van de kandidaten om de overleden koning Sisowath Monivong op te volgen. De voorkeur van de Fransen - de kolonisatoren - ging echter uit naar prins Norodom Sihanouk die de nieuwe koning van het land werd.
Hij was van 17 oktober 1945 tot 15 december 1946 minister-president en beheerde tegelijkertijd de portefeuilles van Binnenlandse Zaken en Defensie. Van 1947 tot 1948 was hij vicevoorzitter van de Regentschapsraad en in 1950 werd hij bevorderd tot generaal-majoor en vervulde nadien de functie van inspecteur-generaal van het Cambodjaanse leger (1950-1952, 1960-1963). Van 1952 tot 1955 was hij hoge commissaris van Cambodja te Frankrijk en na zijn terugkeer in het vaderland werd hij bevorderd tot luitenant-generaal (1955) en was hij militair adviseur van koning Norodom Suramarit en daarna van prins Norodom Sihanouk. Van 1960 tot 1970 was hij vicevoorzitter van de Kroonraad (een soort hogerhuis). In 1963 werd hij bevorderd tot generaal.
Van 6 tot 13 juni 1960 was prins Sisowath Monireth als voorzitter van de Regentschapsraad tijdelijk staatshoofd van Cambodja.
Na de staatsgreep van generaal Lon Nol en de stichting van de Khmerrepubliek in 1970 was zijn rol uitgespeeld. In 1973 stond hij enige maanden onder huisarrest. De Rode Khmer die in 1975 de macht hadden overgenomen lieten hem in september 1975 waarschijnlijk terechtstellen.

## Persoonlijk
Prins Sisowath Monireth was getrouwd met Pok Rosette Vane bij wie hij vier kinderen had. Hij was de oudere broer van prins Sisowath Monipong (1912-1956) en de jongere broer van de latere koningin Sisowath Kossamak (1904-1975).